# Ksar Tamelest
Ksar Tamelest, Ksar El Ghoula ou Ksar Ouled Chehida est un ksar de Tunisie situé dans le gouvernorat de Tataouine.

## Localisation
Le ksar se situe sur une colline dominant le village de Tamelest.

## Histoire
La date de fondation du ksar n'est pas connue, même si le système de construction suggère qu'elle n'est pas antérieure au XIXe siècle.
Le 15 mars 2022, un arrêté en fait un monument classé.

## Aménagement
Le ksar de forme irrégulière compte 53 ghorfas, dont une vingtaine effondrées, réparties principalement sur un seul étage, avec quelques-unes sur deux étages.
Largement dégradé, le complexe est encore utilisé pour stocker du fourrage dans quelques ghorfas.